# نیودیس ولکو
نیودیس ولکو (به انگلیسی: Nuidis Vulko) یک شخصیت خیالی در کتاب‌های کامیک آمریکایی منتشر شده توسط دی‌سی کامیکس است که اغلب به عنوان یکی از متحدین و شخصیت مکمل در کنار آکوامن به‌شمار می‌رود. این شخصیت توسط هاوارد پورسل و باب هِینی خلق شده‌است و برای اولین بار، در شمارهٔ ۷۳ مجلهٔ شجاع و جسور (سپتامبر ۱۹۶۷) معرفی شد. نیودیس مشاور ارشد و یکی از مربیان آکوامن بود. او از رهبران جامعه علمی آتلانتیس بود و در غیاب آکوامن وظیفه حکمرانی بر آتلانتیس را بر عهده داشت.
ویلم دفو نقش این شخصیت را در فیلم آکوامن (۲۰۱۸) به کارگردانی جیمز وان ایفا کرده است.